# Ostatnia nocka
Ostatnia nocka – piosenka wykonana przez Macieja Maleńczuka razem z innymi muzykami w ramach projektu Yugopolis 2, będąca adaptacją piosenki Verujem, ne verujem zespołu Bajaga i instruktori. Oryginalna wersja piosenki wydana była w 1988 roku na albumie Prodavnica tajni.
Piosenka zajmowała przez tydzień pierwsze miejsce na Liście Przebojów Programu Trzeciego.

## Teledysk
Wideoklip wyprodukowało Smoła Studio, za zdjęcia i reżyserię odpowiada Filip Wendland, montażu dokonał - Piotr Frątczak. Fabuła teledysku została osadzona w szpitalu psychiatrycznym. Główny bohater filmiku, pacjent (w tej roli Marcin Bosak) w wieczór przed wypisem organizuje na oddziale imprezę pożegnalną. Oficjalna premiera teledysku odbyła się 26 sierpnia 2012 r.